# Silbernes Zeitalter (Polen-Litauen)

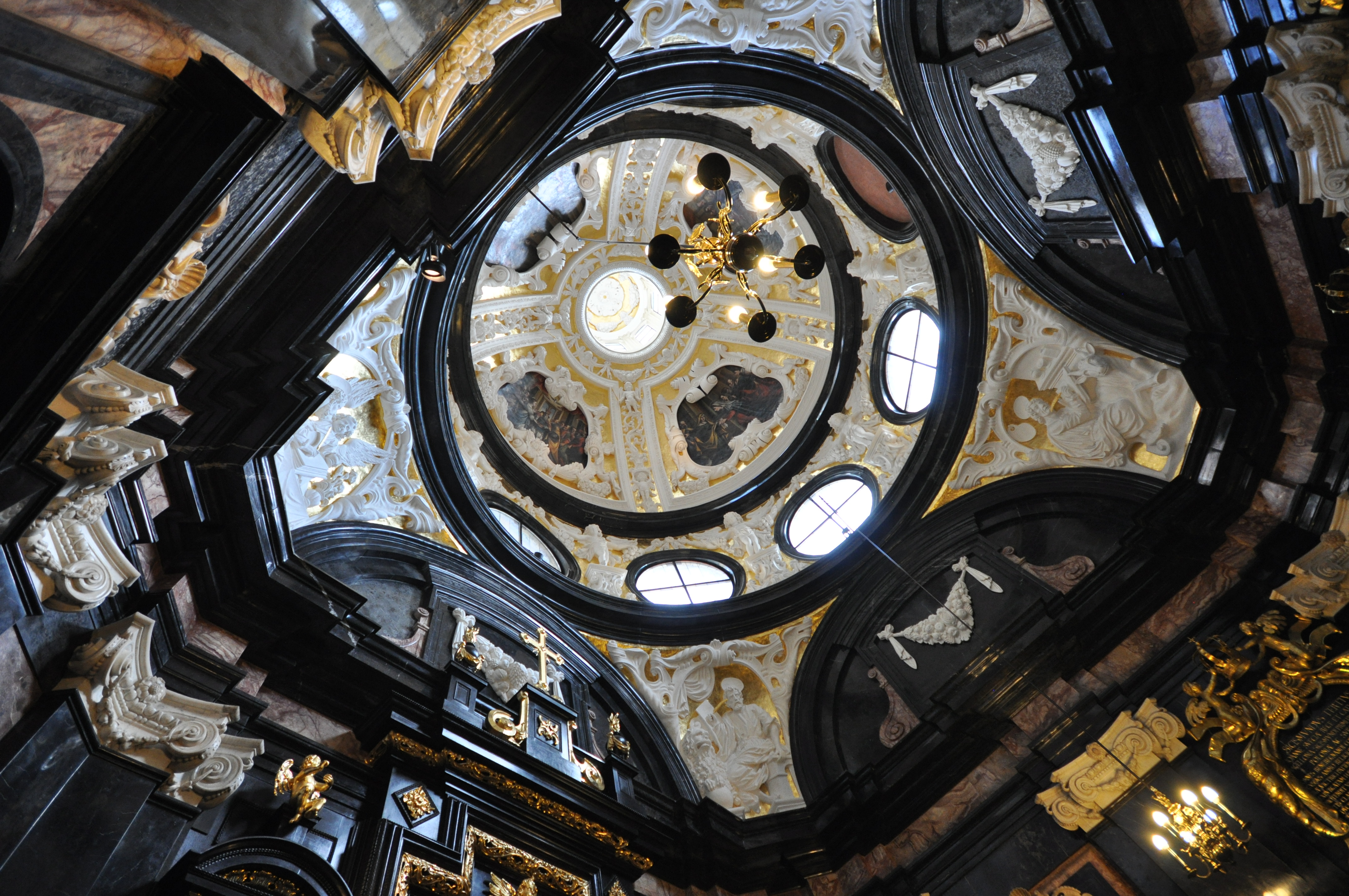
Wasa-Kapelle der Wawel-Kathedrale, Ruhestätte der Wasa-Könige

Als das Silberne Zeitalter Polen-Litauens (Polnisch: Srebrny wiek Polski) wird die Zeit der Realunion unter dem Haus Wasa und den Königen Michael Korybut Wiśniowiecki und Johann III. Sobieski im späten 16. und dem 17. Jahrhundert in der polnischen und litauischen Geschichte bezeichnet, die als Epoche noch hoher, aber verblassender kultureller Blüte gilt. Sie fällt mit der kulturellen Epoche des Barocks zusammen.

## Grundlagen
Das Goldene Zeitalter in Polen-Litauen ging mit dem Ende der Jagiellonen-Dynastie, spätestens mit dem Tod Stephan Báthorys zu Ende. Zwar expandierte Polen-Litauen weiter und erreichte unter Sigismund III. Wasa seine größte Ausdehnung, Sigismund war zudem in Personalunion König von Schweden und machte seinen Sohn Ladislaus Wasa zum Zaren von Russland, doch führte er auch zahlreiche Kriege, die die Adelsrepublik langfristig schwächten. Sigismund verlegte den Königshof vom Wawel in Krakau auf das Königsschloss in Warschau.

## Eingrenzung
Als Beginn des Silbernen und Ende des Goldenen Zeitalters wird in der Regel der Beginn der Regierungszeit Sigismund III. Wasa im Jahr 1587 angenommen. Als Ende des Silbernen Zeitalters und Beginn der Sachsenzeit der Tod von Johann III. Sobieski 1696 und die Wahl August des Starken.

## Gegebenheiten
Die Personalunion Polen-Litauen umfasste in dieser Zeit über 1 Million Quadratkilometer Fläche und ca. 11 Millionen Einwohner. Als Exporteur von Getreide, Rindern, Holz, Honig, Flachs galt Polen-Litauen zu dieser Zeit weiterhin als Kornkammer Europas. Polnisch-litauische Magnaten bauten zahlreiche Latifundien auf, die sie zu den reichsten Familien machten. Hauptstadt war Warschau, das in dieser Zeit ebenfalls seine erste Blütezeit erlebte. Danzig, Elbing und Thorn gehörten weiterhin zu den reichsten Handelsstädten in Europa. Politisch, militärisch und wirtschaftlich war Polen-Litauen immer noch von Bedeutung. Die religiöse Toleranz, die das Goldene Zeitalter geprägt hatte, wurde von der Gegenreformation in Frage gestellt. Die Jesuiten errichteten zahlreiche Schulen, Kollegien und die Universität Vilnius, womit sie Einfluss auf die junge Generation der Adeligen hatten. Zahlreiche Kriege gegen, insbesondere in der zweiten Hälfte des 17. Jahrhunderts gegen die Kosaken, Schweden, Russland und das osmanische Reich, schwächten die Adelsrepublik. Als Schicksalsjahr gilt 1648, in dem der Chmelnyzkyj-Aufstand ausbrach, auf den unmittelbar die Schwedische Sintflut und der Russische Invasion folgten. Die Kriegshandlungen endeten erst 1686 mit dem Ewigen Frieden. Polen-Litauen war nach fast vierzig Jahren Krieg ähnlich Zerstört, die das Heilige Römische Reich nach dem Dreißigjährigen Krieg.